# Eduardo Estrada Guzmán
Eduardo Juan José Estrada Guzmán (* 20. Mai 1953 in Guayaquil) ist ein ecuadorianischer Historiker.
Estrada Guzmán war Sekretär der Region II (Amerika) der International Amateur Radio Union.
Sein bekanntestes Werk ist Historia marítima del Ecuador („Seegeschichte Ecuadors“), in welchem er genealogische Verbindungen zwischen Europa und den Anden erstellt.

## Preis
- Oficial, Orden Nacional al Mérito der Ecuadorianischen Regierung[1]